# Gonomyia (Leiponeura) pusilla
Gonomyia (Leiponeura) pusilla is een tweevleugelige uit de familie steltmuggen (Limoniidae). De soort komt voor in het Palearctisch gebied.